# Tornado triestatal de 1925
El tornado tri estatal o el tornado de los 3 estados del miércoles 18 de marzo de 1925 fue el tornado más mortífero en la historia de Estados Unidos conocida. Con 695 víctimas mortales confirmadas, el tornado mató a más personas que el segundo más mortífero, el Gran tornado de Natchez de 1840, y la de la oleada de tornados del 25-28 de abril de 2011. El tornado continuó por 352 km, convirtiéndolo en el que más kilómetros ha recorrido en el mundo: cruzó la parte sureste de Misuri, el sur de Illinois y después siguió hasta el suroeste de Indiana. Aunque oficialmente no es reconocido por la NOAA, es reconocido por muchos como un tornado de categoría F5, el máximo usado en la escala Fujita. El diámetro del embudo del tornado llegó a tener más de un kilómetro.

## Camino y daño

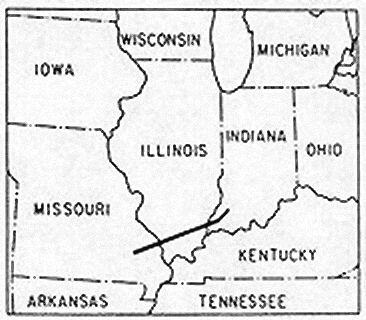
Mapa de pistas Tri-State Tornado recortado

### Misuri
El tornado fue visto por primera vez como un embudo de condensación muy visible y relativamente pequeño en las escarpadas colinas boscosas del municipio de Moore, condado de Shannon, Misuri, aproximadamente a las 13:00 hora central. La primera fatalidad ocurrió alrededor de las 13:01, cuando un granjero fue sorprendido con la guardia baja al noroeste de Ellington en el condado de Reynolds.
El tornado aceleró hacia el noreste, se trasladó al condado de Iron y golpeó la ciudad minera de Annapolis. En cuestión de minutos, dos personas murieron y el 90 por ciento de la ciudad fue arrasada. El tornado golpeó la ciudad minera de Leadanna, donde se destruyeron maquinaria minera y varias estructuras. Luego cruzó a las áreas escasamente pobladas del condado de Madison al sur de Fredericktown, donde cerca del paso Cherokee el tornado comenzó a crecer de manera constante.
En el condado de Bollinger, 32 niños resultaron heridos cuando dos escuelas sufrieron daños. Múltiples casas y granjas fueron completamente destruidas cerca de Lixville, donde un granjero y dos niños fallecieron, y un tercer niño murió de sus heridas una semana después de la tormenta. También se observó un fregado profundo cerca de la ciudad de Sedgewickville. El tornado llevó láminas de hierro hasta a 80 km de distancia.
Al cruzar el condado de Perry, el tornado supuestamente desarrolló un doble embudo cuando golpeó la ciudad de Biehle, destruyendo muchas casas en los alrededores de la ciudad y matando a dos personas. En Brazeau, otro agricultor resultó gravemente herido y murió cuatro días después. Numerosas otras casas y granjas también fueron arrasadas cerca de Frohna, donde una mujer murió al instante y otra diez días después a causa de sus heridas. En total, al menos 12 personas (posiblemente más) murieron y otras 200 resultaron heridas en Misuri.

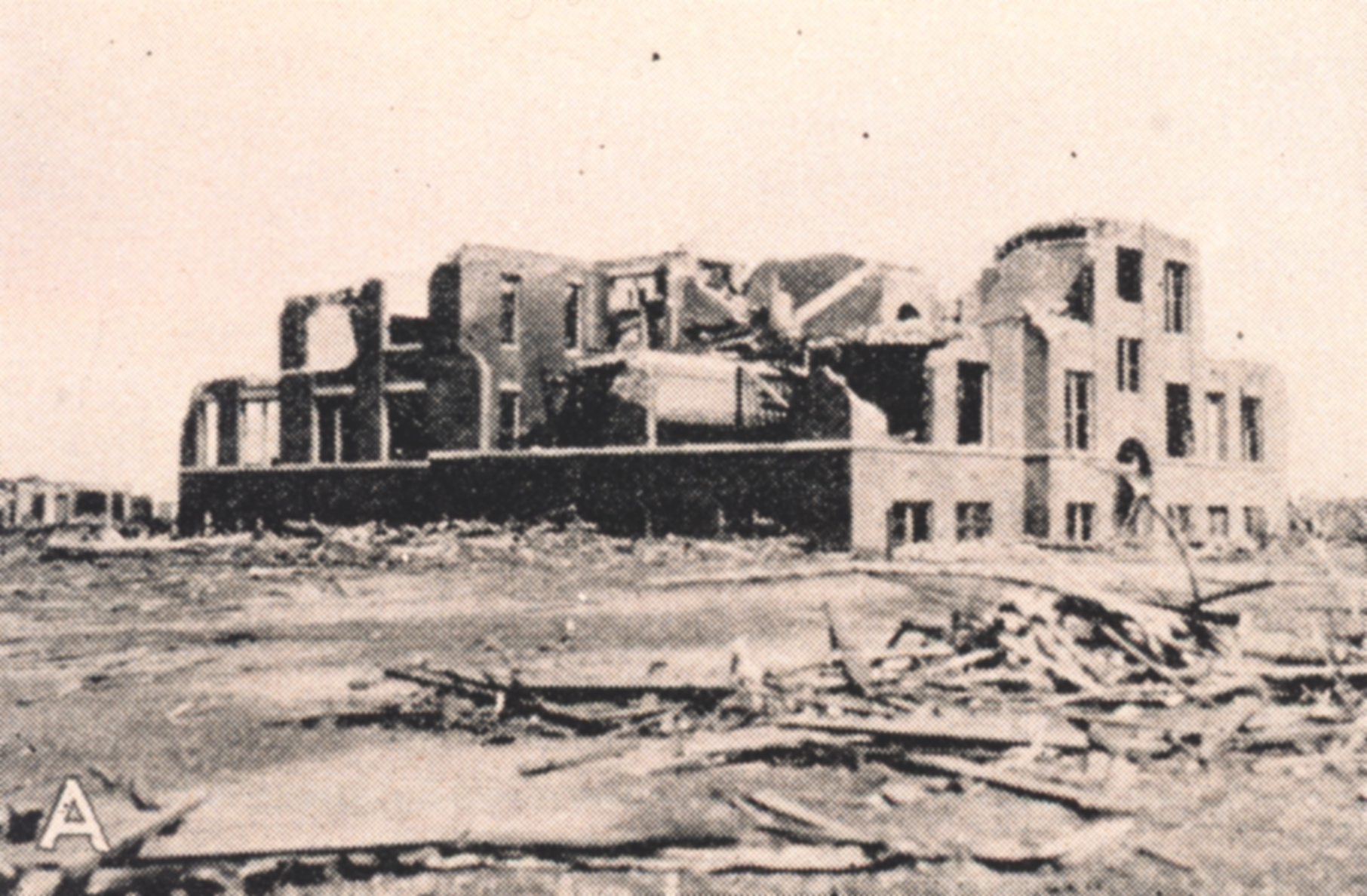
Ruinas de la escuela Longfellow donde murieron 17 niños durante el Gran Tornado Tri-State el 18 de marzo de 1925. La tormenta azotó la escuela alrededor de las 2:30 p.m.

### Illinois
El tornado luego cruzó el río Misisipi hacia el sur de Illinois, descortezó árboles y recorrió profundamente el suelo en áreas rurales antes de golpear la ciudad ribereña de Gorham a las 14:30, esencialmente destruyendo toda la ciudad. Casi todas las estructuras en Gorham fueron niveladas o barridas, y las vías del ferrocarril fueron arrancadas del suelo.  Más de la mitad de la población de la ciudad resultó herida o fallecida; 30 murieron en la tormenta inmediata y seis de los heridos más tarde sucumbieron a sus heridas.
Continuando hacia el noreste a una velocidad promedio de 62 mph (100 km/h) (y hasta 73 mph (117 km/h), el tornado cortó una franja de casi 1 milla (1,6 km) de ancho a través de la ciudad de Murphysboro, aplanando completamente una gran parte del lado norte de la ciudad. Hileras enteras de casas fueron niveladas y barridas en algunas áreas. Muchas otras estructuras también fueron dañadas o destruidas en toda la ciudad, incluida la tienda de ferrocarriles M&O, donde murieron 35 personas.
Las escuelas en el área también fueron devastadas, con 17 estudiantes muertos en la Escuela Longfellow y otros 9 en la Escuela Logan. Después de que pasó el tornado, grandes incendios se encendieron y barrieron los escombros, quemando vivos a muchos de los sobrevivientes atrapados. Entre las decenas de heridos de Murphysboro, al menos 30 murieron por sus heridas, y muchos de los fallecidos nunca fueron identificados. En Murphysboro, un total de 234 fueron muertos, la mayor pérdida de vidas por un tornado en una sola ciudad en la historia conocida de Estados Unidos.
El tornado golpeó la ciudad cercana de De Soto, que también fue devastada. Allí murieron 69 personas y muchas casas fueron barridas. 33 de las muertes fueron estudiantes muertos en el colapso parcial de la Escuela De Soto, la peor cifra de muertes por tornados en una sola escuela en la historia de Estados Unidos.  También falleció en De Soto el alguacil adjunto del condado de Jackson, George Boland. Mientras patrullaba cuando la tormenta golpeó, el tornado lo levantó del suelo y desapareció en el embudo. Su cuerpo nunca fue encontrado. 
Después de salir de De Soto, el tornado cortó la esquina noroeste del condado de Williamson, esquivando por poco la ciudad de Hurst y golpeando el pequeño pueblo de Bush. Se nivelaron varias casas y se clavaron trozos de madera en la torre de agua de la ciudad. Según los informes, se levantaron pesados ejes ferroviarios y se dispersaron por el railyard. El tornado mató a 10 personas en Bush y sus alrededores, mientras que tres de los heridos más tarde murieron a causa de sus heridas.
Más al este, el tornado cruzó al condado de Franklin, donde la ciudad minera de West Frankfort también fue devastada por el tornado masivo. El tornado azotó el lado noroeste de la ciudad, nivelando muchos negocios y arrasando subdivisiones enteras. En la mina de Oriente, el tornado hizo volar una gran copa de carbón de varias toneladas. El daño extremo continuó al este de la ciudad, cuando un caballete de ferrocarril fue arrancado de sus soportes, y 91 m de vía férrea fueron arrancados del suelo y volados. Varias pequeñas aldeas mineras en el área fueron destruidas, resultando en numerosas muertes. El tornado destruyó el pequeño pueblo de Parrish, que nunca fue reconstruido. En total, la tormenta cobró 192 vidas en el condado de Franklin: 155 en la tormenta inmediata y otros 37 de los heridos en las siguientes semanas. En West Frankfort, 95 personas murieron en la tormenta inmediata, mientras que 19 murieron por sus heridas. En Parrish, 17 murieron cuando el tornado arrasó con la aldea, y tres de los heridos sucumbieron luego a sus heridas. En las zonas rurales, tanto al este como al oeste de West Frankfort, el tornado se cobró otras 43 vidas, y otras 15 murieron por sus heridas.
El tornado procedió a devastar áreas rurales adicionales en los condados de Hamilton y White, reclamando 65 residentes más. A medida que el tornado se extendía por el condado de Hamilton al sur de McLeansboro, el tornado alcanzó su mayor ancho a 1.5 millas (2.400 m). Decenas de granjas y hogares fueron arrasados, 28 personas fueron muertas y nueve más de los heridos más tarde murieron a causa de sus heridas. En el condado de White, el tornado pasó a solo dos millas al norte de Carmi, esquivando las ciudades de Enfield y Crossville por apenas una milla cada una. Otros 17 fallecieron y 11 de los heridos luego sucumbieron a sus heridas.

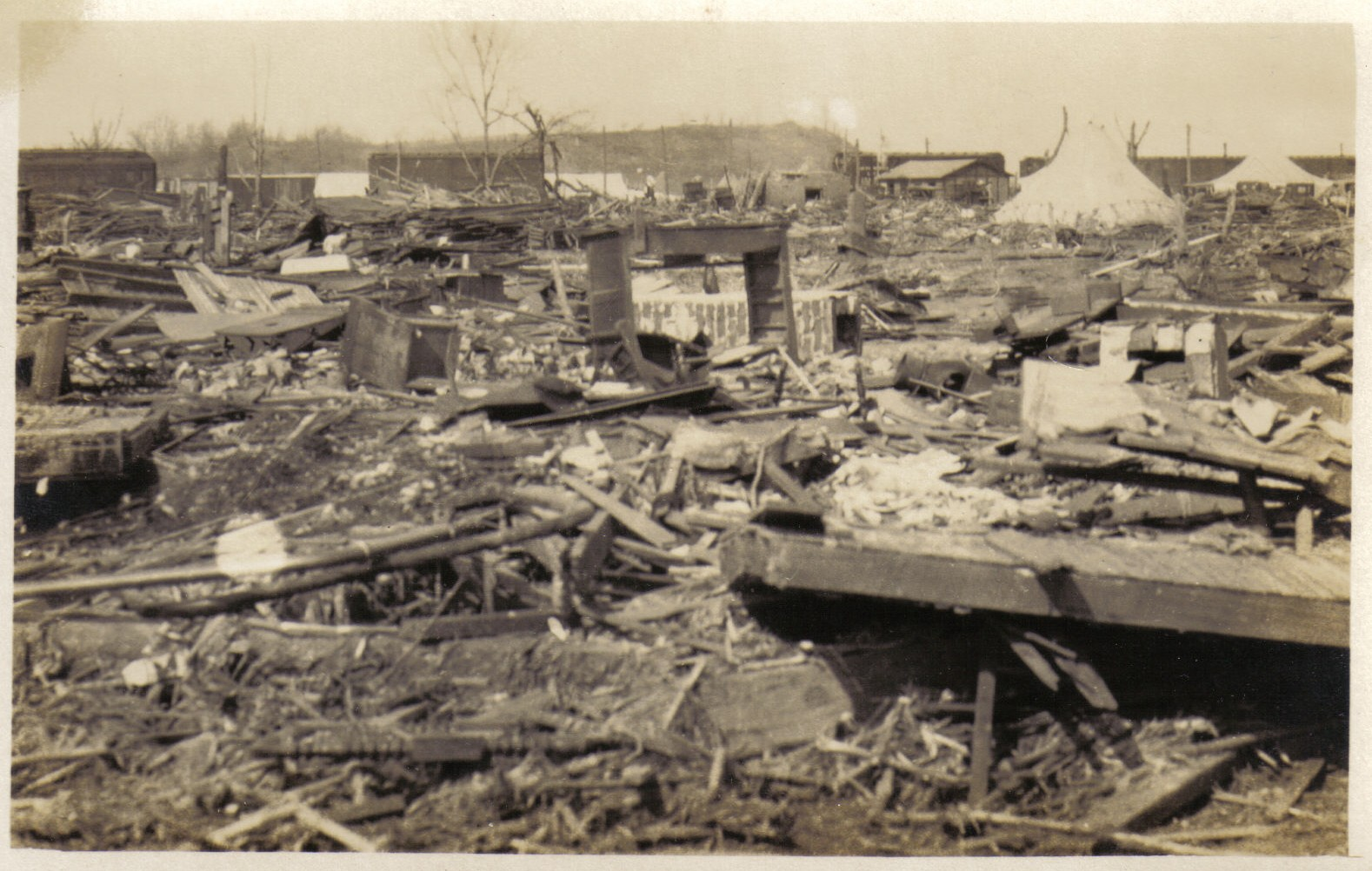
Ruinas de la ciudad de Griffin, Indiana, donde murieron 46 personas

### Indiana
Cruzando el río Wabash, justo al norte de New Harmony, el tornado entró en Indiana. Al pastar en el extremo más septentrional del condado de Posey, el tornado golpeó y demolió por completo la ciudad de Griffin, donde se nivelaron la mayoría de las estructuras, y algunas fueron barridas; 46 personas murieron en Griffin y sus alrededores.
Después de salir de Griffin, el tornado giró levemente hacia el noreste al cruzar al condado de Gibson, devastando las zonas rurales y recortando la esquina noroeste de Owensville, causando nueve muertes. El tornado luego rugió en la ciudad textilera de Princeton, destruyendo gran parte del lado sur de la ciudad y matando a 38 personas. Grandes secciones de vecindarios en Princeton fueron arrasadas, y una fábrica de Heinz sufrió graves daños. El tornado viajó más de 10 millas (16 km) hacia el noreste, cruzando hacia el condado de Pike antes de finalmente disiparse a las 16:38 alrededor de 2.5 millas (4 km) al sudsudeste de Petersburgo. En Indiana, al menos 95 (y probablemente más) perecieron.

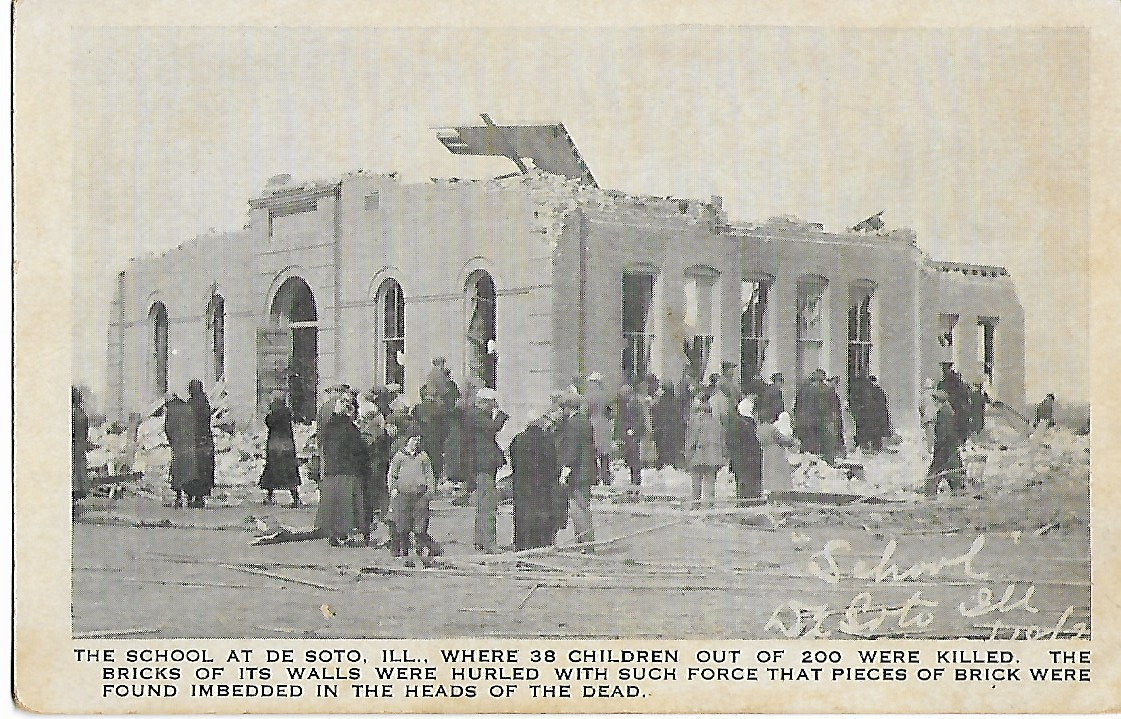
Escuela de Soto donde 38 niños murieron tras el paso del tornado.

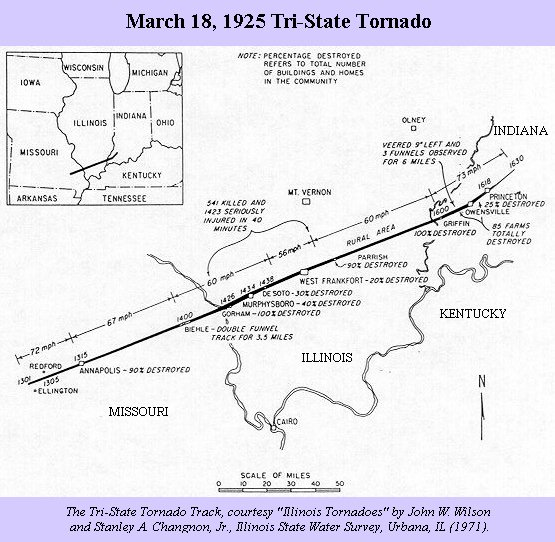
Mapa del tornado triestatal.

### Consecuencias
Inmediatamente después, los hospitales de St. Louis a Evansville se inundaron de heridos y moribundos, ya que la tormenta hirió a más de 2,000 personas, 105 de las cuales murieron más tarde a causa de sus heridas. En Misuri, los trenes de socorro llevaron al norte a los heridos más graves a St. Louis, mientras que el resto fue enviado a hospitales en Perryville y Cape Girardeau. En Gorham, donde la mitad de la población de la ciudad resultó herida, el ferrocarril del Pacífico de Misuri transportó a la mayoría de los heridos al norte hasta East St. Louis y al resto al sur hasta El Cairo.
El hospital de la ciudad de Murphysboro, donde más de 1000 resultaron heridos, estaba mal equipado para hacer frente a las víctimas, lo que provocó que cientos de personas fueran enviadas a otras ciudades en tren una vez que se despejaron las líneas. Varios cientos fueron llevados a Carbondale, mientras que muchos más fueron llevados tanto a St. Louis como a East St. Louis.  La tormenta cobró su última víctima el 3 de enero de 1926, cuando Gervais Burgess, un minero de carbón de 46 años de West Frankfort, murió a causa de las heridas sufridas en el tornado. 
Al final, se confirmó la muerte de un total de 695: 12 en Misuri, 95 en Indiana y 588 en Illinois. Tres estados, 14 condados y más de 19 comunidades, cuatro de las cuales fueron efectivamente borradas (varias de estas y otras áreas rurales nunca se recuperaron), se encontraban en el camino del tornado, que había durado una duración récord de tres horas y media. Aproximadamente 15,000 hogares fueron destruidos por el Tornado Tri-State.  El daño total se estimó en $ 16,5 millones en dólares de 1925; ajustado por los aumentos en la población / riqueza y la inflación, el peaje es de aproximadamente $ 1.4 mil millones (1997 USD ), superado solo por dos tornados extremadamente destructivos, ambos en la ciudad de St. Louis, en 1896 y 1927.
Nueve escuelas en tres estados fueron destruidas, en las que murieron 69 estudiantes. Más escuelas fueron destruidas y más estudiantes murieron (así como el récord de una sola escuela de 33 muertes en De Soto, Illinois) que en cualquier otro evento de tornado en la historia de Estados Unidos. Contando los que regresaban a casa de las escuelas y los que murieron en las escuelas, la cifra fue de 72 estudiantes.  Aproximadamente un tercio de las víctimas del tornado eran niños.
El devastador tornado (los meteorólogos modernos estiman que sus velocidades del viento superaron las 300 millas por hora (480 km / h) en algunos lugares) a veces exhibió una apariencia inusual debido en parte a su tamaño (en un punto en Misuri, tenía una milla completa de ancho) y la probable base de nubes bajas de su tormenta principal. El tornado fue descrito con frecuencia por los testigos como una niebla amorfa ondulada o nubes hirvientes en el suelo, y engañó a los propietarios de granjas (además de a la gente en general) que normalmente no percibían el peligro hasta que la tormenta estaba sobre ellos. Según los informes, el embudo de condensación a veces también estaba envuelto en abundante polvo y escombros, lo que probablemente lo oscureció y lo hizo menos reconocible. La supercélula madre aparentemente pasó a una variedad de alta precipitación (HP) cuando golpeó West Frankfort, lo que significa que el tornado no era fácilmente visible, ya que a menudo estaba envuelto por fuertes lluvias y granizo. La cifra de muertos rurales de 65 en los condados de Hamilton y White en el sureste de Illinois no tiene precedentes. El tornado mató al menos a 20 propietarios de granjas en el sureste de Illinois y el suroeste de Indiana, más que el total combinado de los siguientes cuatro tornados más mortíferos en la historia de los Estados Unidos. 
El tornado a menudo estuvo acompañado por vientos extremos descendentes a lo largo de todo su curso; el estallido descendente que lo acompaña aumentó periódicamente el ancho de la trayectoria del daño desde el promedio general de 0,75 mi (1,21 km), variando de 1 mi (1,6 km) a 3 mi (4,8 km) de ancho a veces. 
Además de los muertos y heridos, miles se quedaron sin refugio ni comida. Estallaron incendios que se convirtieron en conflagraciones en algunos lugares, lo que agravó el daño.  Se informó de saqueos y robos, en particular de las propiedades de los muertos. La recuperación fue en general lenta, y el evento dejó un golpe duradero en la región.